# Shum Yip Upperhills Tower 1
La Shum Yip Upperhills Tower 1 est un gratte-ciel construit Shenzhen en Chine en 2020. Il atteint une hauteur de 388 mètres pour 80 étages. Il est situé à côté de la Shum Yip Upperhills Tower 2. 